# Balžalorsky
Balžalorsky je priimek več znanih oseb:
- Varja Balžalorsky Antić (roj. 1979), slovenska pesnica
- Volodja Balžalorsky (roj. 1956), slovenski violinist
- Vitja Balžalorsky, slovenski kitarist